# Conor McMenamin
Conor McMenamin (Downpatrick, 24 de agosto de 2005) es un futbolista británico que juega en la demarcación de delantero para el St. Mirren F. C. de la Scottish Premiership.

## Selección nacional
Hizo su debut con la selección de fútbol de Irlanda del Norte el 5 de junio de 2022 en un encuentro de la Liga de Naciones de la UEFA 2022-23 contra Chipre, partido que finalizó con un resultado de empate a cero.

## Clubes
| Club                     | País              | Año       | Partidos | Goles |
| ------------------------ | ----------------- | --------- | -------- | ----- |
| Linfield F. C.           | Irlanda del Norte | 2013-2014 | 4        | 0     |
| Loughgall F. C. (cedido) | Irlanda del Norte | 2014-2015 |          |       |
| Glentoran F. C.          | Irlanda del Norte | 2015-2016 | 20       | 2     |
| Warrenpoint Town F. C.   | Irlanda del Norte | 2016-2018 | 34       | 8     |
| Cliftonville F. C.       | Irlanda del Norte | 2018-2021 | 70       | 20    |
| Glentoran F. C.          | Irlanda del Norte | 2021-2023 | 78       | 35    |
| St. Mirren F. C.         | Escocia           | 2023-     | 43       | 5     |